# زیر پوست شب
زیر پوست شب فیلمی ایرانی به کارگردانی فریدون گله و با بازی مرتضی عقیلی است که در سال ۱۳۵۳ ساخته شد.

## داستان
قاسم معروف به «قاسم سیاه» یک ولگرد خیابانی است که مادرش کلفتی یک خانهٔ اعیانی را می‌کند و از وضعیت پسرش به شدت ناراضی است. قاسم در جریان یکی از پرسه‌زنی‌هایش با زنی خارجی روبرو می‌شود که آخرین ساعت‌های حضورش در ایران را می‌گذارند. این دو که زبان همدیگر را نمی‌فهمند، راه‌پیمایی بی‌پایانی را شروع می‌کنند. قاسم دنبال پیداکردن جایی برای خلوت کردن با این دوست تازه است، اما تلاش‌های او ثمری ندارد. دوست‌اش هم نمی‌تواند کمکی به او بکند چون پدرش در خانه است. قاسم نمی‌تواند بفهمد که محل اسکان قبلی زن کجا بوده. وقتی به مادرش سر می‌زند، با واکنش عصبی او مواجه می‌شود و در حالی که کاملاً مستأصل شده، با دو جوان روبرو می‌شود که پسرهای خانواده‌ای هستند که مادرش در آنجا کلفتی می‌کند. این دو موافقت می‌کنند که مکانی را در اختیار قاسم و دوست‌اش بگذارند. پس از ورود به خانه، آنها پیش‌دستی می‌کنند و وقتی قاسم اعتراض می‌کند، او را به باد کتک می‌گیرند و پس از کامیاب‌شدن، هر دو را ول می‌کنند. قاسم و دوست‌اش به زیر یک کامیون پناه می‌برند، اما بعد از مدت کوتاهی کامیون حرکت می‌کند و پلیس قاسم را جلب می‌کند؛ آنها قاسم را به زندان و زن را به فرودگاه می‌برند.

## موسیقی فیلم
آهنگ بوی خوب گندم باشعر شهیار قنبری و آهنگ و تنظیم واروژان قرار بود در این فیلم پخش شود اما مجوز نگرفت.

## نقد و نظرها دربارهٔ فیلم
احمدرضا احمدی در نوشته «حقیقت تلخ است» برای ویژه نامه کتاب «نوشتن با دوربین» دربارهٔ این فیلم می‌نویسد:
«این فیلم را همراه گلستان در سینمای کاپری سابق دیدم. از این فیلم خوشش آمده بود.»